# Джазгак
Джазгак (кирг. Жазгак) — село в Ноокенском районе Джалал-Абадской области Кыргызстана. Входит в состав Момбековского айылного аймака.

## География
Село расположено в южной части области, вблизи государственной границы с Узбекистаном, на расстоянии приблизительно 19 километров (по прямой) к западу от села Масы, административного центра района. Абсолютная высота — 623 метра над уровнем моря.

## Население
Согласно оценочным данным Национального статистического комитета Кыргызской Республики, численность населения села на начало 2023 года составляла 2943 человека.
| год     | 2009 | 2014 | 2015 | 2020 | 2021 | 2023 |
| ------- | ---- | ---- | ---- | ---- | ---- | ---- |
| человек | 2015 | 1416 | 2451 | 2805 | 2895 | 2943 |